# Diócesis de Guarabira
La diócesis de Guarabira (en latín: Guarabirensis y en portugués: Diocese de Guarabira) es una circunscripción eclesiástica de la Iglesia católica en Brasil. Se trata de una diócesis latina, sufragánea de la arquidiócesis de Paraíba. Desde el 4 de octubre de 2017 su obispo es Aldemiro Sena dos Santos.

## Territorio y organización

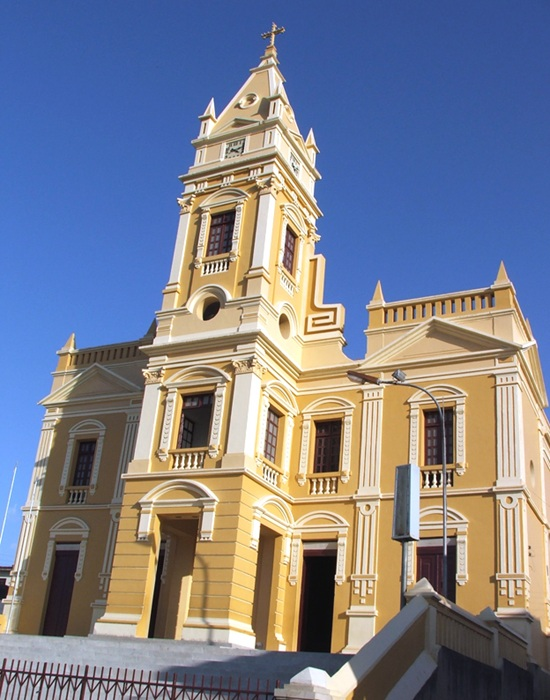
Vista lateral de la catedral de Guarabira.

La diócesis tiene 4391 km² y extiende su jurisdicción sobre los fieles católicos de rito latino residentes en 32 municipios del estado de Paraíba: Guarabira, Alagoa Grande, Alagoinha, Algodão de Jandaíra, Araçagi, Arara, Araruna, Areia, Bananeiras, Belém, Borborema, Cacimba de Dentro, Caiçara, Casserengue, Cuitegi, Dona Inês, Duas Estradas, Juarez Távora, Lagoa de Dentro, Logradouro, Mari, Mulungu, Pilões, Pilõezinhos, Pirpirituba, Remígio, Riachão, Serra da Raiz, Serraria, Sertãozinho, Solânea y Tacima. 
La sede de la diócesis se encuentra en la ciudad de Guarabira, en donde se halla la Catedral de Nuestra Señora de la Luz.
En 2021 en la diócesis existían 32 parroquias agrupadas en 6 foranías: Alagoa Grande, Araruna, Guarabira, Pirpirituba, Bananeiras y Areia.

## Historia
La diócesis fue erigida el 11 de octubre de 1980 con la bula Cum exoptaret del papa Juan Pablo II, obteniendo el territorio de la arquidiócesis de Paraíba.
El 20 de noviembre de 1999 fue ampliada con las parroquias de Nuestra Señora Inmaculada de Areia, Nuestra Señora de los Buenos Viajes de Alagoa Grande y Nuestra Señora del Patrocinio de Remígio, pertenecientes a la arquidiócesis de Paraíba, mediante el decreto Quo aptius de la Congregación para los Obispos.
En 2004 se inauguró en Guarabira el Santuário Memorial Frei Damião, dedicado al misionero capuchino Damiano da Bozzano, conocido en Brasil como Frei Damião.

## Estadísticas
Según el Anuario Pontificio 2022 la diócesis tenía a fines de 2021 un total de 429 365 fieles bautizados.
| Año                                                                             | Población            | Población | Población      | Sacerdotes | Sacerdotes    | Sacerdotes    | Bautizados por sacerdote | Diáconos permanentes | Religiosos | Religiosos | Parroquias |
| Año                                                                             | Bautizados católicos | Total     | % de católicos | Total      | Clero secular | Clero regular | Bautizados por sacerdote | Diáconos permanentes | Varones    | Mujeres    | Parroquias |
| ------------------------------------------------------------------------------- | -------------------- | --------- | -------------- | ---------- | ------------- | ------------- | ------------------------ | -------------------- | ---------- | ---------- | ---------- |
| 1990                                                                            | 316 069              | 351 187   | 90.0           | 12         | 8             | 4             | 26 339                   | 2                    | 4          | 22         | 13         |
| 1999                                                                            | 265 000              | 404 000   | 65.6           | 22         | 20            | 2             | 12 045                   | 6                    | 2          | 22         | 18         |
| 2000                                                                            | 259 484              | 324 355   | 80.0           | 25         | 22            | 3             | 10 379                   | 6                    | 3          | 31         | 18         |
| 2001                                                                            | 323 271              | 404 088   | 80.0           | 30         | 26            | 4             | 10 775                   | 9                    | 4          | 56         | 22         |
| 2002                                                                            | 343 930              | 404 623   | 85.0           | 33         | 28            | 5             | 10 422                   | 9                    | 5          |            | 22         |
| 2003                                                                            | 343 930              | 404 623   | 85.0           | 32         | 26            | 6             | 10 747                   | 9                    | 6          | 64         | 23         |
| 2004                                                                            | 343 930              | 404 623   | 85.0           | 32         | 26            | 6             | 10 747                   | 9                    | 6          | 62         | 23         |
| 2006                                                                            | 352 000              | 414 000   | 85.0           | 38         | 30            | 8             | 9263                     | 5                    | 8          | 61         | 23         |
| 2013                                                                            | 403 000              | 455 000   | 88.6           | 42         | 39            | 3             | 9595                     | 7                    | 3          | 66         | 27         |
| 2016                                                                            | 412 800              | 466 800   | 88.4           | 52         | 45            | 7             | 7938                     | 7                    | 10         | 61         | 30         |
| 2019                                                                            | 422 750              | 478 000   | 88.4           | 51         | 47            | 4             | 8289                     | 22                   | 5          | 53         | 32         |
| 2021                                                                            | 429 365              | 485 600   | 88.4           | 55         | 48            | 7             | 7806                     | 20                   | 8          | 55         | 32         |
| Fuente: Catholic-Hierarchy, que a su vez toma los datos del Anuario Pontificio. |                      |           |                |            |               |               |                          |                      |            |            |            |

## Episcopologio
- Marcelo Pinto Carvalheria † (9 de noviembre de 1981-29 de noviembre de 1995 nombrado obispo de Paraíba)
  - Sede vacante (1995-1998)
- Antônio Muniz Fernandes, O.Carm. (4 de febrero de 1998-22 de noviembre de 2006 nombrado obispo de Maceió)
- Francisco de Assis Dantas de Lucena (28 de mayo de 2008-13 de julio de 2016 nombrado obispo de Nazaré)
- Aldemiro Sena dos Santos, desde el 4 de octubre de 2017